# Brontypena ochrocuprea
Brontypena ochrocuprea là một loài bướm đêm trong họ Noctuidae.